# Alessandro Lualdi

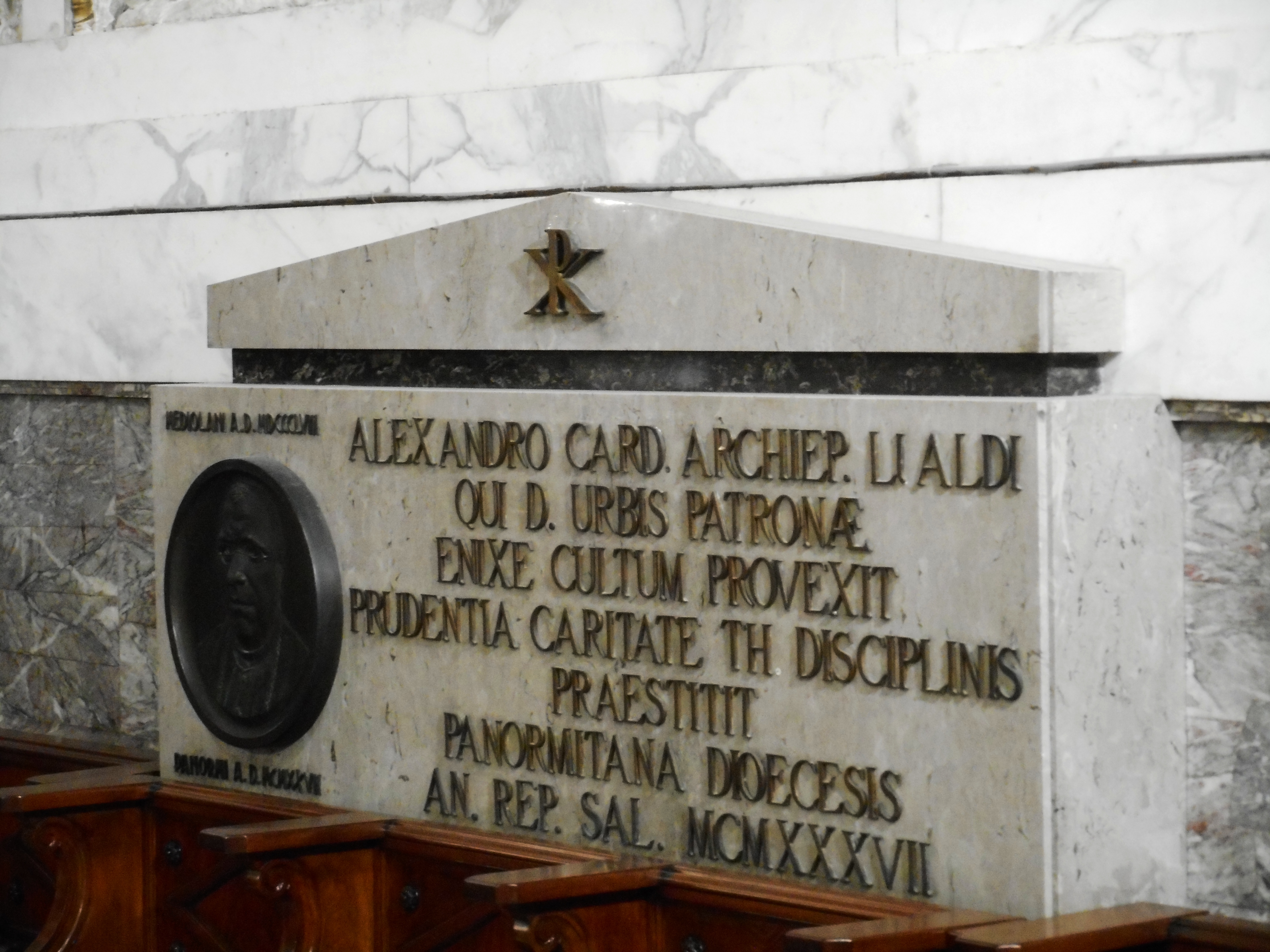
Tomba del Cardinale Lualdi nella Cattedrale di Palermo

Alessandro Lualdi (Milano, 12 agosto 1858 – Palermo, 12 novembre 1927) è stato un cardinale e arcivescovo cattolico italiano.

## Biografia
Alessandro Lualdi nacque a Milano il 12 agosto 1858 da una famiglia borghese di quella che allora era la capitale del Regno Lombardo-Veneto, ancora sotto il dominio austriaco.
Studiò al Seminario di Milano ed all'Accademia Teologica di San Tommaso d'Aquino a Roma, per poi passare al Seminario Lombardo di Roma ove ottenne il dottorato di teologia, filosofia e diritto canonico.
Ordinato presbitero il 30 ottobre 1880 a Milano, iniziò il suo ministero pastorale proprio nella città ove venne nominato parroco (1884-1890) e passò poi a membro della facoltà del Seminario di Milano (1890-1894). Membro della facoltà del Seminario Vaticano e del Collegio Leonino di Roma, divenne rettore del Seminario Lombardo di Roma dal 1894 al 1904. Cappellano Privato di Sua Santità dal 14 settembre 1899, fu socio dell'Accademia Romana di San Tommaso d'Aquino e dell'Accademia Teologica di Milano. Divenne Prelato Domestico di Sua Santità il 7 gennaio 1904.
Il 14 novembre 1904 venne eletto arcivescovo di Palermo e venne consacrato il 4 dicembre successivo nella chiesa di San Carlo al Corso a Roma per mano del cardinale Francesco di Paola Cassetta, protettore del Collegio Lombardo, assistito da Nicolò Aduino, vescovo di Mazzara del Vallo, e da Mario Sturzo, vescovo di Piazza Armerina.
Nel concistorio del 15 aprile 1907 venne creato cardinale presbitero ed il 18 aprile successivo ottenne la berretta cardinalizia ed il titolo dei Santi Andrea e Gregorio al Monte Celio. Prese parte al conclave del 1914 che elesse papa Benedetto XV e nuovamente a quello del 1922 che elesse papa Pio XI. Venne nominato legato pontificio per l'VIII centenario per le celebrazioni di Sant'Agata a Catania il 27 luglio 1926.
Su sua iniziativa fu aperto a Palermo il Museo Diocesano nel 1927.
Morì a Palermo il 12 novembre 1927 all'età di 69 anni. La sua salma è sepolta nel pavimento della cappella di Santa Rosalia nella cattedrale metropolitana di Palermo.

## Genealogia episcopale e successione apostolica
La genealogia episcopale è:
- Cardinale Scipione Rebiba
- Cardinale Giulio Antonio Santori
- Cardinale Girolamo Bernerio, O.P.
- Arcivescovo Galeazzo Sanvitale
- Cardinale Ludovico Ludovisi
- Cardinale Luigi Caetani
- Cardinale Ulderico Carpegna
- Cardinale Paluzzo Paluzzi Altieri degli Albertoni
- Papa Benedetto XIII
- Papa Benedetto XIV
- Papa Clemente XIII
- Cardinale Marcantonio Colonna
- Cardinale Giacinto Sigismondo Gerdil, B.
- Cardinale Giulio Maria della Somaglia
- Cardinale Carlo Odescalchi, S.I.
- Cardinale Costantino Patrizi Naro
- Cardinale Lucido Maria Parocchi
- Cardinale Francesco di Paola Cassetta
- Cardinale Alessandro Lualdi

La successione apostolica è:
- Vescovo Giovanni Garigliano (1911)
- Vescovo Salvatore Ballo Guercio (1920)
- Vescovo Giuseppe Lagumina (1920)